# Vorstendom Anhalt-Bernburg-Harzgerode
Het Vorstendom Anhalt-Bernburg-Harzgerode was een land in het Heilige Roomse Rijk dat geregeerd werd door een zijtak van het Anhalt-Bernburg. Anhalt-Bernburg-Harzgerode ontstond in 1635 na de verdeling van Anhalt-Bernburg tussen de broers Christiaan II en Frederik. Na het uitsterven van het vorstenhuis in 1709 werd het land weer met Anhalt-Bernburg verenigd.
Het vorstendom lag in het oosten van het Harzgebergte in de huidige Duitse deelstaat Saksen-Anhalt.

## Geschiedenis
Op 5 december 1635, vijf jaar de dood van vorst Christiaan I in 1630, verdeelden zijn twee overlevende zoons, Christiaan II en Frederik, het Vorstendom Anhalt-Bernburg onder elkaar. Frederik kreeg de ambten Harzgerode en Güntersberge en enkele dorpen als zelfstandig vorstendom toegewezen. Als residentie koos hij het plaatsje Harzgerode.
De verdeling vond plaats tijdens de Dertigjarige Oorlog, en het nieuwe vorstendom was door de oorlog volledig verwoest. Daarnaast brandde Harzgerode kort na Frederiks aantreden als vorst bijna geheel af. Frederik droeg het bestuur over zijn vorstendom vervolgens over aan zijn broer en ging op reis. Later trad hij in militaire dienst bij landgraaf Willem V van Hessen-Kassel. Op aandringen van zijn broer keerde hij in 1641 naar zijn vorstendom terug. Frederik probeerde zijn land zoveel mogelijk buiten de oorlog te houden. Om de economie te bevorderen richtte hij in 1646 samen met Johann Heidfeld, een textielhandelaar uit Quedlinburg, een ijzersmederij in het dorpje Mägdesprung. Na de dood van zijn vrouw in 1650 ging Frederik opnieuw op reis, het bestuur liet hij weer over aan zijn broer. Toen Christiaan II in 1656 overleed keerde Frederik definitief naar Anhalt terug. In 1665 werd het vorstendom uitgebreid met het ambt Plötzkau, dat terug was gevallen aan het Huis Anhalt-Bernburg toen de vorsten van Anhalt-Plötzkau de kinderloos gestorven vorst van Anhalt-Köthen.
Frederik werd in 1670 opgevolgd door zijn enige zoon Willem. Tussen 1660 en 1668 had Willem een Grand tour door Europa ondernomen. Toen hij terugkwam zette hij zich in voor de wederopbouw van zijn vorstendom. In 1682 stichtte hij in het Selketal bij kasteel Anhalt het voorwerk Wilhelmshof. Later bevorderde Willem de uitbreiding van Harzgerode met een nieuw stadsdeel, de Neustadt, dat in 1705 naar Willems vrouw Sofia Augusta Augustenstadt genoemd werd.
Nadat Willem in 1709 zonder mannelijk nakomelingen stierf, werd Harzgerode weer verenigd met Bernburg. Na de dood van Victor I Amadeus van Anhalt-Bernburg in 1718 probeerde zijn jongere zoon Leibrecht in het vorstendom Anhalt-Harzgerode op te volgen, wat mislukte en daarna moest hij moest genoegen nemen met Hoym.

## Vorsten
- 1635 - 1670: Frederik
- 1670 - 1709: Willem